# 밸리미나 유나이티드 FC
밸리미나 유나이티드 FC(영어: Ballymena United F.C.)는 밸리미나를 연고로 하는 북아일랜드의 축구 클럽이다. 현재는 NIFL 프리미어십에 참가하고 있다.

## 성적
- 아이리시 컵 6회 우승 (1927-28, 1939-40, 1957-58, 1980-81, 1983-84, 1988-89)
- 북아일랜드 풋볼 리그컵 1회 우승 (2016-17)

## 역대 감독
| 감독                 | 임기        |
| -------------------- | ----------- |
| 알렉스 맥크래        | 1957 ~ 1960 |
| 제프 트웬티만        | 1960 ~ 1963 |
| 데이브 힉슨          | 1963 ~ 1964 |
| 조지 스미스          | 1965 ~ 1966 |
| 데이브 힉슨          | 1967        |
| 알렉스 파커          | 1968 ~ 1969 |
| 알렉스 맥크래        | 1969 ~ 1971 |
| 알렉스 도널드 (대행) | 1983        |
| 알렉스 도널드 (대행) | 1983        |
| 짐 플랫              | 1984 ~ 1985 |